# La Renaissance
La Renaissance és l'himne nacional de la República Centreafricana. Fou adoptat com a tal el 1960, després de la independència de l'estat. La lletra fou escrita pel que era en aquell moment primer ministre, Barthélémy Boganda. La música és de Herbert Pepper, que també va compondre l'himne nacional del Senegal.
A més de la versió en francès, hi ha una versió en llengua sango, anomenada " E Zingo ".

## Versió en francès
| Ô Centrafrique, ô berceau des Bantous! Reprends ton droit au respect, à la vie! Longtemps soumis, longtemps brimé par tous, Mais de ce jour brisant la tyrannie. Dans le travail, l'ordre et la dignité, Tu reconquiers ton droit, ton unité, Et pour franchir cette étape nouvelle, De nos ancêtres la voix nous appelle. |
| ESTRIBILLO: Au travail dans l'ordre et la dignité, Dans le respect du droit dans l'unité, Brisant la misère et la tyrannie, Brandissant l'étendard de la Patrie. |

## Versió en Sango
| Bêafrîka, mbeso tî âBantu Kîri mo gbû gîgî tî mo-mvenî Mo bâa pâsi na gbe tî âzo kûê Me fadësô, mo ke na kürü gô Mo sö benda, mo bûngbi kûê ôko Na kusâra ngâ na nëngö-terê Tî tö ndâ tî finî dutï tî ë sô E mä gbegô tî_âkötarä tî ë |
| ESTRIBILLO: E gbû kua nzönî na nëngö-terê E kpë ndiä nzönî na mängö-terê E kinda wasïöbê, ë tomba pâsi E yâa bandêra tî ködrö tî ë!                                                                                                   |

## Traducció al català[1]
- Central. Oh, ho, bressol del bantú!
- Vigila el dret al respecte de la vida!
- Molt de temps sotmesa, molt de temps intimidada per tothom,
- Però avui trenquem amb la tirania.
- En el treball, l'ordre i la dignitat
- Tu reconquereixes el teu dret, la teva unitat,
- I per a dur a terme aquesta nova etapa,
- Dels nostres ancestres ens crida la veu.

- ESTRIBILLO:
- En el treball, en ordre i en dignitat,
- En el respecte del dret en la unitat,
- Fent front a la misèria i la tirania
- Amb l'estendard de la Pàtria al davant.